# أتافو

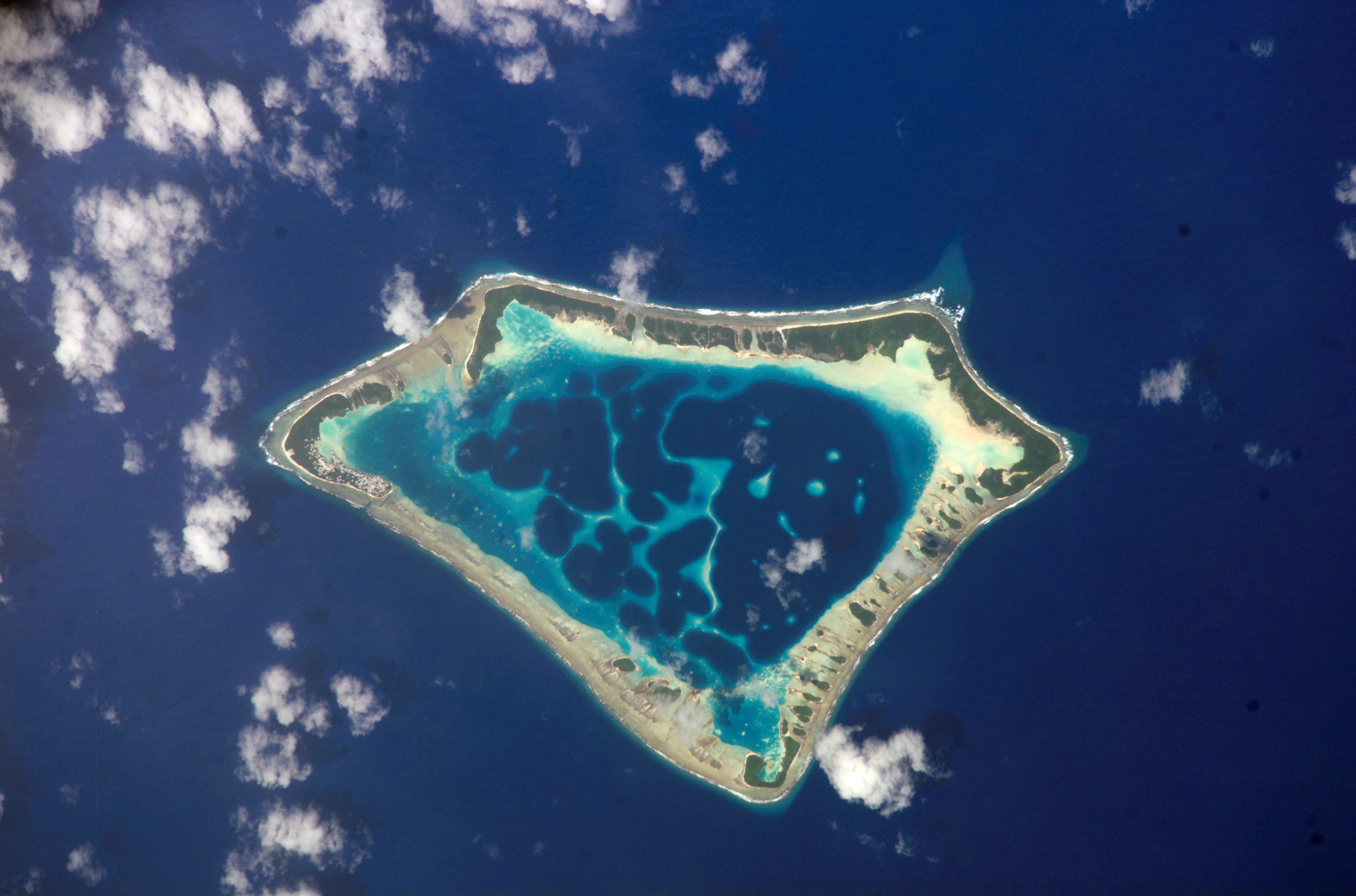
صورة جوية لأتافو

أتافو هي إحدى الجزر المرجانية الثلاثة ضمن توكلو، منطقة ذاتية الحكم تابعة لنيوزيلاندا، وهي الجزيرة الواقعة في شمال شرق توكلو وهي أصغر الجزر مساحةً.
تعتبر أتافو الأصغر بين الجزر الثلاثة بمساحة 3.5 كم مربع. ومساحة بحيرتها المالحة هي فقط 17 كم مربع، أي ثلث مساحة بحيرة فاكاوفو وخمس مساحة بحيرة نوكونونو.
بحسب أسطورة بولينيزية قديمة، الجزر المرجانية التوكلوية الثلاثة تم سحبهم من البحر بواسطة إخوان ماوي بينما كانوا في رحلة صيد سمك بعيدًا عن الشاطئ. ولاحقًا سكنوا البولينيزيون توكلو بوصولهم إليها بقارب. أما بالحقيقة، كشفت توكلو للأوروبيين عبر الكابتن جون بيرون الذي وصل إلى أتافو سنة 1765.
القائد (الفايبيول) لجزيرة أتافو هو كيليسيانو كالولو.